# Strobilanthes stenura
Strobilanthes stenura är en akantusväxtart som först beskrevs av Cornelis Eliza Bertus Bremekamp, och fick sitt nu gällande namn av J.R.Benn.. Strobilanthes stenura ingår i släktet Strobilanthes och familjen akantusväxter. Inga underarter finns listade i Catalogue of Life.